# Екклезіархія
Екклезіархія — у вигаданому всесвіті Warhammer 40000 частина держави Імперіуму, являє собою церкву, що проповідує поклоніння Імператору.
Після завершення Великого Хрестового Походу та під час Єресі Хоруса виникли численні культи, що обожнювали Імператора. Найвпливовішим серед них став Храм Спасителя-Імператора, заснований ветераном Сіґе Терри, Фатідікусом. У 32-му тисячолітті цей культ був офіційно визнаний державною релігією та перетворений на Adeptus Ministorum. З того часу Еклезіархія отримала місце серед Високих Лордів Терри та стала ключовим інститутом Імперіуму.
Екклезіархія поділяє Галактику на парафії на чолі з Дияконом; рівнем вище утворені Діоцези, очолювані архідияконом і Кардиналами. Очолюють церкву два синоди — на Священній Террі і на Офелії IV, саме вони обирають Екклезіарха. Кардинали, що входять до Святих Синодів, поділяються на три ранги, залежно від того, з якого діоцеза вони походять.

## Імперське кредо
Основою віровчення Еклезіархії є Імперський Кредо, який проголошує Імператора богом та захисником людства. Це віровчення вимагає абсолютної віри та покори, а будь-яке відхилення від нього вважається єрессю та карається смертю. Хоча існують різні інтерпретації Кредо на різних світах, усі вони повинні дотримуватися основних догм.

## Структура
- Екклезіарх — посада аналогічна наприклад, Папі Римському; очолює Екклезіархію.
- Адепта Сорорітас — війська захисту священних планет.
- Священний Синод — розташовується на Священній Террі.

- Кардинали Палатин — п'ять особистих помічників Екклезіарха.
- Кардинали Терран — очолюють округи на Священній Террі .
- Кардинали Астрал — очолюють округи в інших частинах Галактики.

- Синод Міністра — розташований на священній планеті Офелія IV.
- Кардинали Астрал Міністра — керують округами на Офелії IV.
- Міссіонерус Галаксі — стежать і заохочують паломництво.

## Планети під управлінням Екклезіархії
Деякі з планет знаходяться під управлінням Екклезіархії. Такі планети називають священними світами, вони є місцями масових паломництв. Храмові світи — планети, безпосередньо підпорядковані Екклезіархії, і цілком присвячені служінню Безсмертному Імператору, центральній частині Імперського Культу. Святилища покривають цілі континенти. Залишаючись осередком влади Екклезіархії, і метою для незліченних паломників, вони також служать військовими базами для операцій орденів Адепта Сорорітас.
- Священна Терра
- Офелія IV — резиденція Екклезіархії